# Photographie humaniste

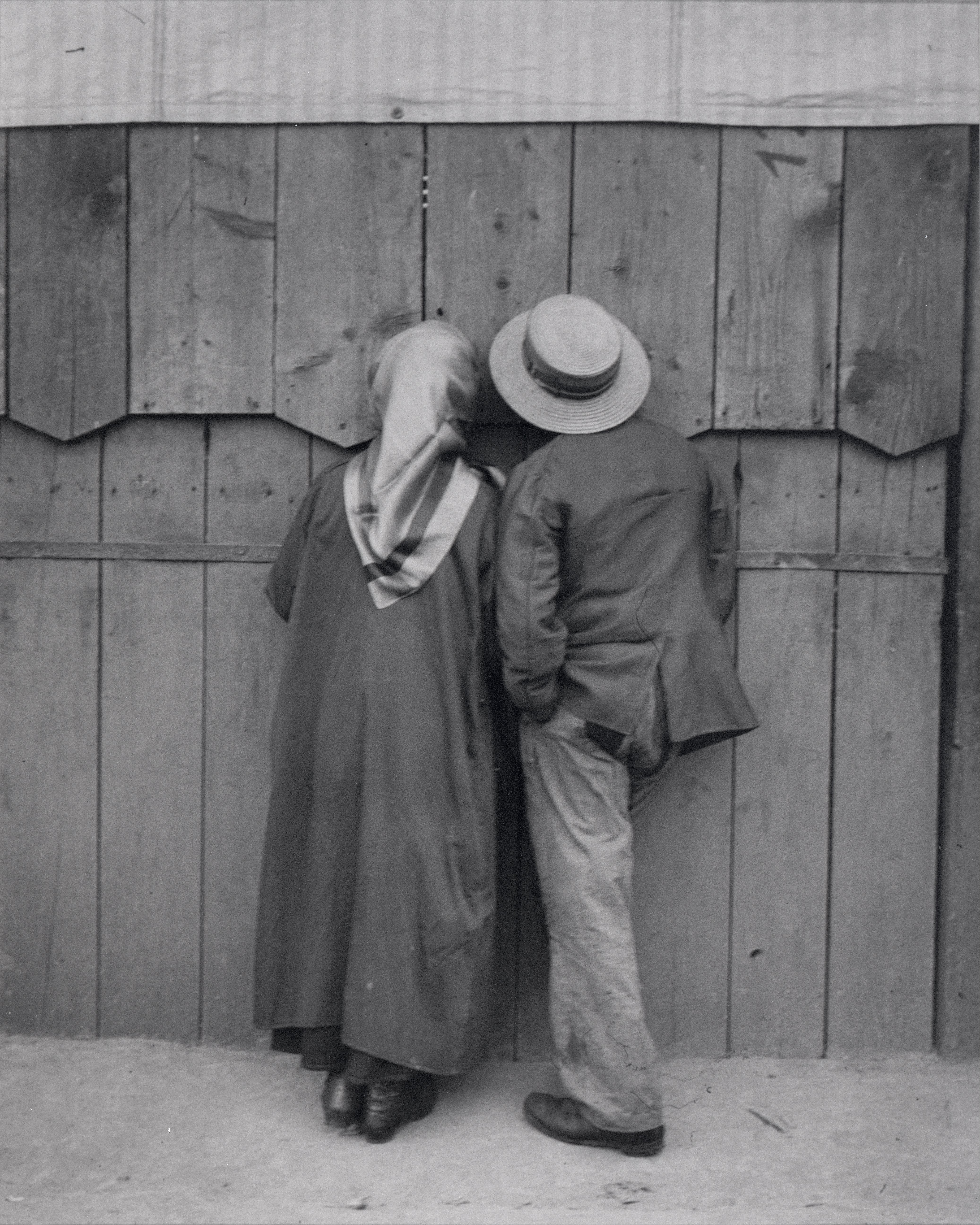
Andre Kertesz, 19 mai 1920, Cirque, Budapest.

La photographie humaniste est un mouvement photographique français qui réunit des photographes ayant en commun un intérêt pour l’être humain dans sa vie quotidienne. 
Ce courant est apparu en 1930 dans les quartiers populaires de Paris et sa banlieue, et a connu un grand essor entre 1945 et 1960.

## Contexte historique
La photographie humaniste est liée aux difficultés économiques de l'immédiate après-guerre, notamment en France où les caisses de l'État sont vides et où la reconstruction n'est possible qu'avec l'aide des États-Unis et de leur plan Marshall. 
Durant cette période, la photographie humaniste témoigne à la fois des bonheurs simples de la vie mais aussi des difficultés et des injustices.

## Un style français
Parmi les photographes humanistes, on compte une majorité de Français. L'origine du mouvement est liée à la notoriété internationale acquise par certaines œuvres photographiques françaises.
La célèbre photographie de Robert Doisneau, Le Baiser de l'hôtel de ville, publiée dans Life en 1950 à côté d'autres images montrant les amoureux à Paris, est le type d'image qui a contribué à l'élaboration d'une imagerie nationale, attribuant à la France la paternité du mouvement. L'américain Peter Hamilton désignait d'ailleurs Henri Cartier-Bresson, Robert Doisneau et Willy Ronis comme les trois fondateurs du mouvement.
Les quartiers populaires de Paris et sa proche banlieue sont le cadre privilégié de la photographie humaniste. Les photographes y captent le quotidien des Parisiens dans leur travail aussi bien que leurs loisirs.

## L'esthétique du «réalisme poétique»

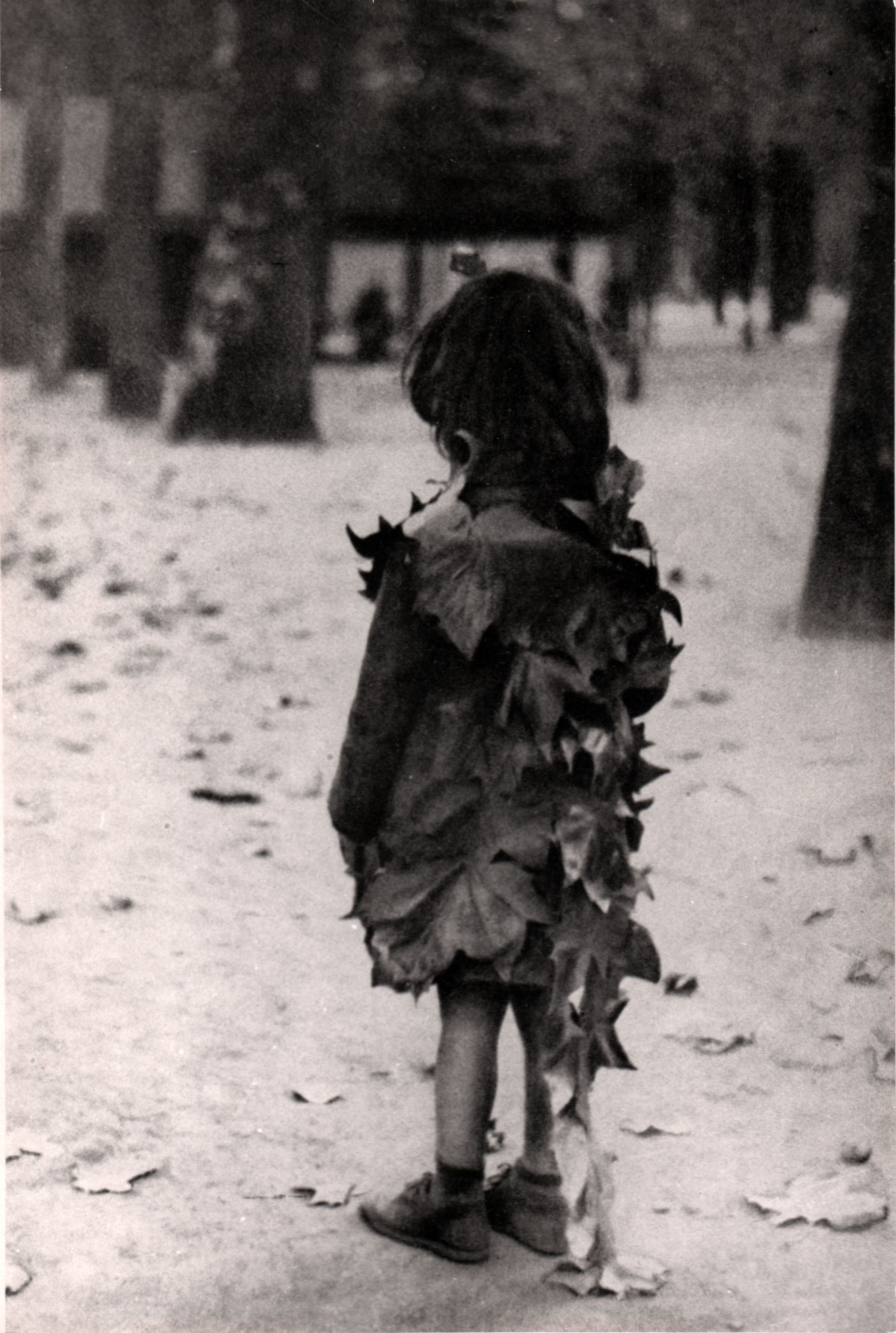
Édouard Boubat (1947), La petite fille aux feuilles mortes, Paris, jardin du Luxembourg.

Pour les photographes humanistes, l'environnement du sujet a autant d'importance que le sujet lui-même ; ce dernier est donc souvent photographié dans son cadre de vie intime ou en public. Certains lieux comme la rue ou le bistrot sont particulièrement exploités parce qu'ils sont des espaces de liberté et de convivialité.
Dans un numéro spécial des Cahiers de la photographie, Claude Nori applique la notion de réalisme poétique à la photographie humaniste. L'expression vient du cinéma et a été imposée par Georges Sadoul, qui lui-même l'avait empruntée au théoricien Roger Manvell. Selon Nori, les thèmes principaux de ce réalisme poétique sont la flânerie dans la grande ville, le goût pour les rues pavées, les personnages typés, l'idéalisation des bas-fonds et la quête des instants de grâce. Cette esthétique associe la photographie humaniste à des courants littéraires et elle explique sans doute les nombreuses collaborations entre écrivains et photographes, comme celle d'Aragon et Henri Cartier-Bresson à Ce soir, celle de Jacques Prévert et Izis pour Grand Bal du Printemps, celle de René-Jacques et Mac Orlan pour Les fêtes foraines, ou encore la rencontre de Blaise Cendrars et Robert Doisneau qui donnera lieu à La Banlieue de Paris. 
La musique n'est pas exclue de ces rencontres ; nombreux sont les photographes qui ont réalisé des portraits de chanteurs populaires de l'époque, comme Doisneau qui photographiait les vedettes du cabaret l’Écluse, ou bien Lucien Lorelle qui réalisa les pochettes des vinyles du duo Marc et André.

## Les domaines d'activité des photographes humanistes
Les collaborations entre artistes de différents horizons ne sont pas la seule occupation des photographes humanistes. l'Homme est au cœur des pratiques de la photographie humaniste on le décrit dans son quotidien.
Dans les années 1930, la photographie commence à s'imposer dans la presse illustrée. Cet élan est coupé par la Seconde Guerre mondiale, durant laquelle les activités sont réduites, voire impossibles à cause des pénuries et du pouvoir en place. Dès la fin de la guerre, les photographes sont amenés à couvrir la libération des villes, ou tout simplement à photographier les villes pour témoigner des dommages causés par la guerre. Ainsi, François Tuefferd part dans l'est de la France pour photographier les monuments historiques ou ce qu'il en reste, et Denise Bellon réalise à Moissac un reportage sur les enfants juifs déportés.
En 1950, ce mouvement photographique, qui avait débuté avant la guerre, reprendra son cours avec une nouvelle génération de photographes (Willy Ronis, Izis, etc.). Ces photographes travaillant pour la presse, l'édition et la publicité, sont aussi sollicités pour des campagnes menées par les ministères et différentes institutions françaises.
Il émane aussi du Commissariat général au tourisme une importante demande d'images. Des campagnes de prises de vues sont lancées dans toute la France.
Concernant la publicité, outre les commandes de grandes entreprises comme Renault, qui édite notamment un livre sur ses usines auquel les photographes les plus renommés participent, d'importantes commandes sont passées par les organisations créées tout de suite après la guerre comme l'ONU, l'UNESCO ou encore la Croix-Rouge.
Lucien Lorelle réalise une affiche pour la Croix Rouge représentant une femme tenant son enfant dans les bras avec en arrière-plan leur logement insalubre.
Pour ce genre de commande, l'image est minutieusement étudiée, retouchée en laboratoire pour que l'accent soit vraiment mis sur les visages de la mère et de l'enfant ainsi que sur l'arrière-plan.
Quelques rares exceptions existent comme le parcours atypique d'Yvette Troispoux, photographe amateur, dont la BnF a préempté en 2008, à son décès, un fonds composé de l’intégralité de ses négatifs, de ses planches contacts et de ses archives personnelles, l’ensemble de ce fonds étant utile pour documenter la vie de la photographie à Paris sur la période 1950-2000.
Les images des photographes humanistes sont donc présentes aussi bien dans la presse, les publicités, les livres, les expositions que sur les calendriers, les affiches, les agendas, etc. Les photographes humanistes se revendiquent d'ailleurs comme « photographes polygraphes », expression de Willy Ronis qui résume bien la démarche unique de ces photographes dans tous leurs domaines d'activité.

## Les photographes humanistes
La liste ci-dessous, non exhaustive, présente des photographes qui peuvent être rattachés partiellement ou totalement à ce courant.
- Abbas
- Paul Almasy
- Frédéric Barzilay
- Ilse Bing
- Werner Bischof
- Bohm
- Édouard Boubat
- Pierre Boucher
- Marcel Bovis
- Brassaï
- Henri Cartier-Bresson
- Jean-Philippe Charbonnier
- Denise Colomb
- Peter Cornelius
- Dominique Darbois (Dominique Stern)
- Jacques Darche
- Jean Dieuzaide
- Robert Doisneau
- Jules Dortes
- Jacques Dubois
- Georges Dudognon
- Véronique Durruty
- Gilles Ehrmann
- Paul Facchetti
- Louis Faurer
- Daniel Frasnay
- André Gamet
- Édith Gérin
- Henriette Grindat
- Léon Herschtritt
- Frank Horvat
- Pierre Ichac
- Izis
- Pierre Jahan
- Pierre Jamet
- André Kertesz
- Chris Killip
- François Kollar
- Henri Lacheroy
- Ergy Landau
- Dorothea Lange
- Jean Lattès
- Jacques Léonard
- Guy Le Querrec
- Lucien Lorelle
- Vivian Maier
- René Maltête
- Olivier Meyer
- Albert Monier
- Inge Morath
- Jean Mounicq
- Rose Nadau
- Janine Niépce
- André Papillon
- Gilles Peress
- Jacques Pérez
- Denis Ponté
- René-Jacques
- Marc Riboud
- Manuel Rivera-Ortiz
- Willy Ronis
- Jean Roubier
- Philippe Salaün
- Émile Savitry
- Roger Schall
- Jean Séeberger
- Hans Silvester
- W. Eugene Smith
- Fred Stein
- Louis Stettner
- Jean Suquet
- Jean-Louis Swiners
- Yvette Troispoux
- Raoul Vaslin
- Georges Viollon
- Sabine Weiss
- Ray Wilson

## Expositions

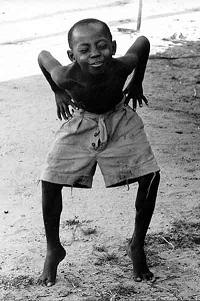
Jean-Louis Swiners, Afrique. Tanganyka (1962).

En avril 1996, l’exposition inaugurale de la Maison de la photographie Robert-Doisneau, intitulée « Est-ce ainsi que les hommes vivent… Humanisme et Photographie », présentait 80 photographes, originaires de 17 pays différents, et couvrait une période allant de 1905 à nos jours. La Maison de la photographie Robert Doisneau se consacre depuis à une photographie d’inspiration humaniste, en revisitant cette notion et en l’élargissant au-delà des frontières et des époques.
L'exposition  « La photo humaniste (1945-1968) autour d'Izis, Boubat, Brassaï, Doisneau, Ronis… » a eu lieu dans le cadre du mois de la photographie du 31 octobre 2006 au 28 janvier 2007 à la Bibliothèque nationale de France, site Richelieu à Paris.